# Mandriller

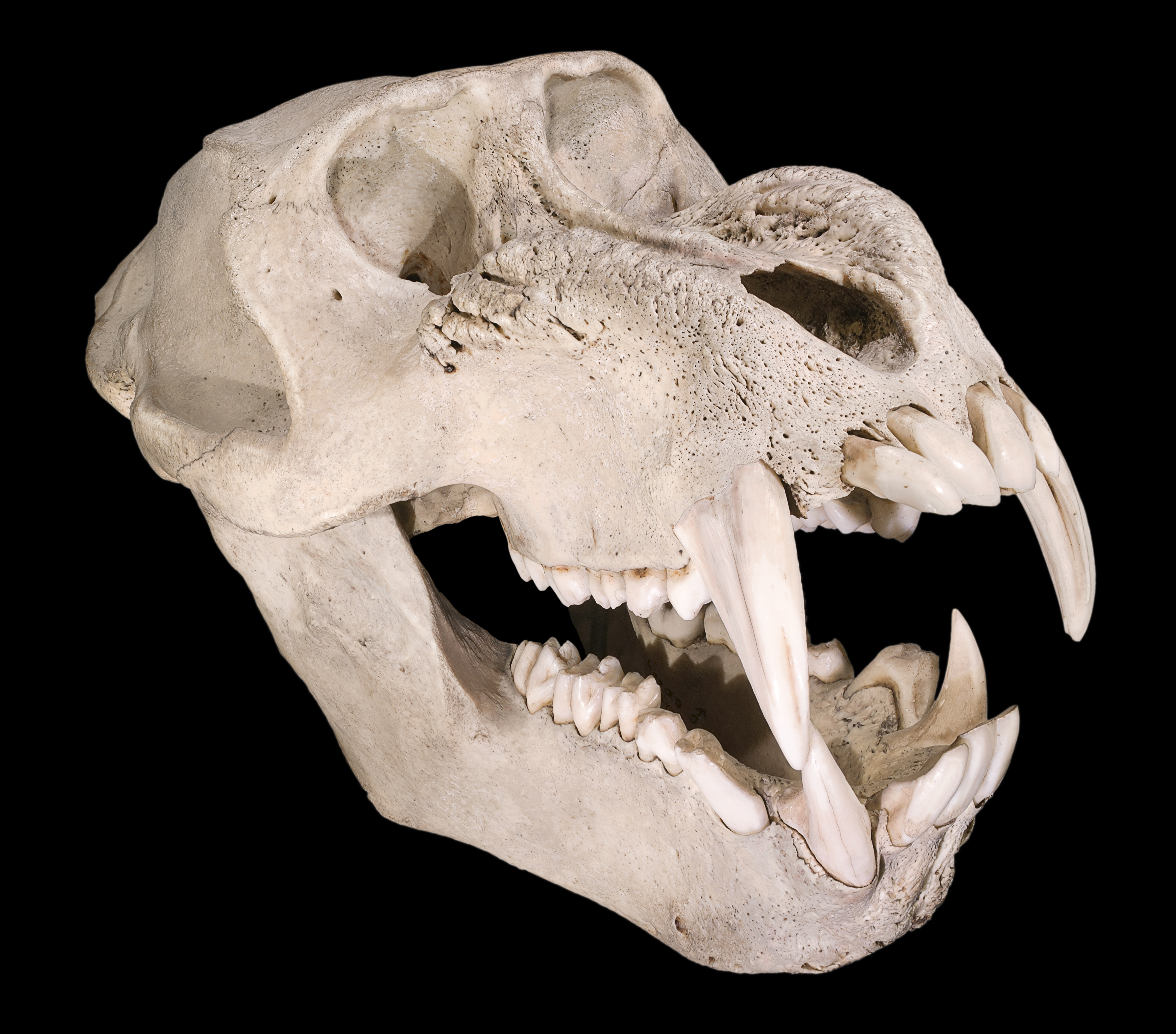
Mandrillskalle (hane).

Mandriller (Mandrillus) är ett släkte ibland familjen markattartade apor. Det består av de två arterna mandrill och drill, vilka tidigare räknas som en enda art. Mandriller är nära släkt med babianer (Papio) och båda släkten samt fem andra släkten bildar ett tribus, Papionini.

## Arter
- Drill (Mandrillus leucophaeus) lever i sydöstra Nigeria och västra Kamerun samt på ön Bioko (Ekvatorialguinea).[3]
- Mandrill (Mandrillus sphinx) förekommer från floden Sanaga i Kamerun till västra Kongo-Brazzaville.[3]

## Utseende
Individerna når en kroppslängd (huvud och bål) av 61 till 76 cm. Därtill kommer en kort svans som är bara 5,2 till 7,6 cm lång. Hanar är med en vikt omkring 25 kg tydlig tyngre än honor som blir cirka 11,5 kg tunga. Dessa värden varierar lite beroende på art (se motsvarande artikel) och population. Vissa hanar av mandrill kan till exempel bli upp till 54 kg tunga. Typisk för mandriller är den långdragna nosen med två tydliga kanter på varje sidan av näsan. Hos mandrill är ansiktet mångfärgat och hos drill violett-svart.
Pälsen på ovansidan är brun till olivgrå och på undersidan ljusare till gul- eller vitaktig. Även här finns en större variation mellan olika populationer och individer.

## Ekologi
Mandriller vistas vanligen på eller nära marken. Bara för att vila klättrar de upp till trädens mellersta nivå. Födan utgörs av olika växtdelar som frukter, nötter och svampar samt av olika ryggradslösa djur. Sällan faller ett mindre ryggradsdjur byte för dessa apor.
En vanlig flock bildas av en vuxen hane, upp till tio honor och deras ungar. Ibland förenar sig flera flockar till grupper med upp till 200 individer. I dessa grupper etableras en hierarki bland hanarna. Dessutom finns ensam levande hanar. Honor är 6 till 8 månader dräktig och oftast föds en enda unge per kull. Med människans vård kan mandriller leva 46 år.

## Hot och status
Mandriller hotas av habitatförlust när skogen omvandlas till jordbruksmark eller urbaniseras på annat sätt. Flera individer skjuts för köttets skull eller av bönder som betraktar aporna som skadedjur. IUCN listar drill som starkt hotad (EN) och mandrill som sårbar (VU).

## Källhänvisningar
1. ↑  P. Grubb (1973):"Distribution, divergence and speciation of the drill and mandrill.". Resarchgate.net. Läst 21 augusti 2014. (engelska)
2. ↑  Wilson & Reeder, red (2005). ”Cercopithecinae” (på engelska). Mammal Species of the World. Baltimore: Johns Hopkins University Press. ISBN 0-8018-8221-4
3. 1 2 3  Mandrillus på IUCN:s rödlista, läst 30 augusti 2014.
4. 1 2 3 4  Ronald M. Nowak, red (1999). ”Drill & Mandrill” (på engelska). Walker’s Mammals of the World. The Johns Hopkins University Press. sid. 591/92. ISBN 0-8018-5789-9, delvis på Google books